# Poleskie Lato z Folklorem
Międzynarodowe Poleskie Lato z Folklorem – międzynarodowy festiwal 'muzycznych i tanecznych kapel ludowych'. Odbywa się od 1995 r. w lipcu (z kilkuletnią przerwą) we Włodawie nad Bugiem.

## Opis
Festiwal zwykle rozpoczyna się uroczystą paradą wszystkich uczestników festiwalu ulicami miasta. Podczas przemarszu artyści popisują się przed zebranymi mieszkańcami swoimi umiejętnościami muzycznymi i tanecznymi. Następnie reprezentacje krajów świata przybywają do amfiteatru, na którego scenie odbywają się występy. Jest to przegląd kapel, a nie ich konkurs, więc nie ma przyznawanych miejsc. Przyznaje się jednak różne nagrody, takie jak nagroda publiczności czy dla najmłodszego uczestnika, a także wybierana jest "Miss festiwalu". W wydarzeniu biorą udział zespoły z wielu krajów pozaeuropejskich (np. Peru, USA, Chiny, Izrael, Azerbejdżan, Kostaryka) i niemal wszystkich krajów Europy.
Organizatorem imprezy jest Włodawski Dom Kultury (WDK) a spośród wielu sponsorów główny to Urząd Miejski we Włodawie. Gospodarzem Festiwalu jest włodawski Zespół Tańca Ludowego "Polesie" pod kierownictwem Mirosława Megla, Anny Mróz i Zenona Puły.